# الدين وذوي الإعاقة
أوْلت معظم الأديان اهتمامًا خاصة بذوي الإعاقة؛ حيث إن الدين عندما يتناول موضوع الإعاقة يُركز على الطريقة التي يُعامل بها الأشخاص ذوو الإعاقة في المجتمعات الدينية، ويتم تنظيم هذا الأمر من خلال أحكام النصوص الدينية لهذه الديانات أو من خلال المُساهمات العامة والنقاشات الدينية التي تتناول المسائل المتعلقة بالإعاقة. الدراسات التي أُجريت عن العلاقة بين الأديان والمُعاقين تباينت بصورة كبيرة، حيث هُناك من يفترض وجود تمييز ضد المعاقين، والبعض الآخر يرى أن الدين وسيلة أساسية نستطيع من خلالها مساعدة ذوي الإعاقة.
غالباً ما تدفع التعاليمُ الدينية المؤمنين إلى معاملة الأشخاص ذوي الإعاقة باحترام، ولكن عندما تشكل الإعاقة اختلالا عقليًا، قد يكون الأسلوب في المعاملة منحرفًا عن التعاليم مع الاعتراف بسذاجة الأخير.
في الأديان التي لديها اعتقاد بالآخرة ووجود عقاب إلهي، غالبًا ما توجد تعاليم تصدر إعفاءً من العقاب في الحياة الآخرة للمعاقين عقليًا، وكذلك للأطفال الذين يموتون قبل سن البلوغ بسبب افتقارهم إلى فهم أفعالهم. فيما يتعلق بالمبررات الكامنة وراء خلق الله للأشخاص ذوي الإعاقة، ترى بعض الأديان أن في ذلك درسًا للأشخاص المُعافين، وذلك حتى يقوموا بشكر الإله الذي يريهم قدرته.

## البوذية والإعاقة

### الإعاقة في النصوص البوذية المقدسة
ينص كتاب كلمات أستاذي المثالي (بالإنجليزية: Words of my Perfect Teacher)‏ للكاتب باترول رينبوشي أنَّ وجود إعاقة تعيق فهمك للدارما قد تعيقك عن ممارسة البوذية.

### الإعاقة في البوذية المعاصرة
يعتقد معظم البوذيين أن الكارما السيئة (والتي تحدث بسبب أفعال غير أخلاقية) هي سبب الإعاقة، ويعتقد البوذيون أيضًا أن إظهار التعاطف مع الأشخاص الأقل حظًا منهم -المعروفين باسم songsarn- بما فيهم ذوو الإعاقة سيساعدهم في بناء كارما جيدة خاصة بهم، وقد خلق هذا المعتقد تبعات لذوي الإعاقة في مجتمعات معظمها بوذيون، وعندما يكون الدين الأساسي هو البوذية فإنه أُبلغ أن ذوي الإعاقة يتم النظر إليهم بصورة دُنيا، حيث إن البوذيين يكتفون فقط بالتعاطف مع ذوي الإعاقة بدلًا من تشجيع ذوي الإعاقة على الاستقلال والمشاركة الاجتماعية. في تايلاند، يذكر البنك الدولي أنه بسبب تعاليم البوذية التي توصي بإظهار التعاطف مع الضعفاء، فإنه غالبًا ما يتبرع الناس بأموالٍ للمحتاجين ذوي الإعاقات أو الجمعيات الخيرية التي تساعد ذوي الإعاقة. ومع ذلك فإن البنك الدولي يقول على الرغم من أن هذا اللطف يمكن أن يكون جميلا وممتازًا، إلا أنه لا يعزز المساواة للأشخاص ذوي الإعاقة.

## المسيحيةوالإعاقة
اختلفت معاملة الدين المسيحي للإعاقة عن السابق كثيرًا وتغيرت عبر التاريخ.

### الإعاقة في الإنجيل
قد تؤدي قراءة الإنجيل الخاطئة إلى الاعتقاد بأن الإعاقة الجسدية تُصوَّر غالبًا على أنها عقوبة للمذنبين، أما في العهد الجديد فغالبًا ما يظهر عيسى بن مريم وهو يقوم بمعالجة معجزة للإعاقة البدنية، على الرغم من أن البعض يعتقد أن عيسى بن مريم أشار إلى الذنب كسبب للإعاقة البدنية كما أن الإنجيل لا يشير إلى الإعاقة الذهنية وقد اختلفت هذه الفكرة في قصة شفاء عيسى بن مريم للرجل المولود أعمى (يوحنا 9: 1-12)، حيث يتحدى عيسى ابن مريم وجهة النظر اليهودية في عصره بأن الإعاقة كانت عقابًا سببه الذنب. حيث سأل الحبر اليهودي عن الرجل الأعمى إذا كان قد ارتكب ذنبًا أو أحد والديه، فأجابهم عيسى ابن مريم: لم يخطئ هذا الرجل ولا والديه، وحدث لتظهر قدرة الله فيه.

### الإعاقة في بدايات المسيحية
نهجت الديانة المسيحية في بداية ظهورها طريقتان سائدتان لذوي الإعاقة وكانت في العصور الوسطى حيث رأى بعض القساوسة والعلماء أن الإعاقة كانت عقابًا من الله بسبب ارتكاب الخطايا، كما هو موضح في الكتاب المقدس بينما اعتقد آخرون أن ذوي الإعاقة كانوا أكثر تقوى من الأشخاص المُعافين، وعلاوةً على ذلك تبنى مارتن لوثر وجهة النظر القائلة بأن الإعاقة سببها الذنب، ويُسجل أنه أوصى أمير مدينة ديساو بإغراق صبي صغير ذي إعاقة، وعندما عارضوا هذا الاقتراح، قال لوثر للأمير أنه يجب على المسيحيين أن يصلوا كل يوم للشيطان، ليبعد عنهم هذا الصبي.

### الإعاقة في المسيحية الحديثة
لا تزال المسيحية الحديثة تنظر للإعاقة بأنها مرتبطة بالذنب في بعض طوائف الكنيسة وفي بعض الثقافات ومن أسباب ذلك أن المسيحية الآن هي الديانة الأكثر انتشاراَ، فمن يعاني من الأمراض العقلية والاضطرابات العصبية بشكل مستمر في غانا يبتعث إلى مخيمات الصلاة المرتبطة بالكنائس الإنجيلية والكنائس الخمسينية؛ لمحاولة التغلب على اضطراباتهم، وأبدت منظمة مراقبة حقوق الإنسان استنكارًا من مخيمات الصلاة بسبب الطريقة التي يُعامل الأشخاص فيها، وكما ذكرت المنظمة أن المقيمين في هذه المخيمات يتم إخضاعهم وتقييد أجسادهم بالسلاسل لفترات طويلة، وعلاوة على هذا فإنهم يُحرمون من الطعام وسوء تصريف الصرف الصحي، وأفاد المسيحيون ذوو الإعاقة أيضًا بأنهم غير مرحب بهم عند حضور الكنيسة، وقال العديد من عائلات الأطفال ذوي الإعاقة في الولايات المتحدة الأمريكية أنهم يشعرون بأنهم مستبعدون من الخدمات الكنسية بسبب مواقف أعضاء الجماعة الآخرين، ومن ناحية أخرى، يشعر بعض المسيحيين أن إيمانهم يعني أن عليهم واجب رعاية الأشخاص ذوي الإعاقة.، علاوةً على ذلك، دعا رئيس أساقفة كانتربري جوستين ويلبي الكنيسة إلى أن تصبح أكثر قبولًا للمعاقين.

## الهندوسية والإعاقة

### الإعاقة في النصوص الهندوسية
الرجل الهندوسي أشتافاكرا الذي قيل أنه مؤلف النص الديني الهندوسي كان لديه ثمانٍ إعاقاتٍ جسدية، وتبين أنه انتصر على العلماء الذين سخروا من إعاقاته في محكمة الملك جانكا
وأوجب الكتاب الهندوسي البهاغافاد غيتا بالانعزال عن العالم والنظر إلى الألم والمعاناة نظرة محايدة أي ليست إيجابية أو سلبية، وفي حالة المعاناة وحين الشعور بالتعب يمكن أيضًا أن تُعتبر ظاهرة إيجابية؛ لأنها تطور من نمو الشخص روحياً.

### الإعاقة في الهندوسية الحديثة
تعتقد الديانتين الهندوسية والبوذية أن الإعاقة ناتجة عن الكارما السيئة، وتنظر الهندوسية كذلك إلى أن الأعمال الخيرية كإعطاء المال للمحتاجين من شأنها أن تساعد الشخص في بناء كارما جيدة لحياته المستقبلية وتعتبر الإعاقة شيء مخزٍ للغاية عند بعض الأسر الهندوسية، ونتيجةً لذلك فإنها تحبس أفرادها من ذوي الإعاقة في المنزل، وفي بعض الحالات يتم التعاطف مع الأشخاص ذوي الإعاقة.

## الإسلام والإعاقة

### الإعاقة في النصوص الدينية الإسلامية
في الديانة الإسلامية، لا تحدث الإعاقة بسبب فعل خاطئ من الشخص أو من والديه، ويعتبر الدين الإسلامي الإعاقة على أنها تحدٍ للمؤمن من الله ليرى صبره وإيمانه، ويحث القرآن على معاملة البشر ذوي الإعاقة الذهنية بطيبة ولطف ويحث على حمايتهم، وقد عامل الرسول محمد ذوي الإعاقة باحترامٍ ولطف.

### الإعاقة في صدر الإسلام
أُنشئ بيت مال المسلمين في عصر الخلافة الإسلامية ليوفر الأموال والطعام لمن هم بحاجة إليه، ومن ضمنهم ذوو الإعاقة، ويتم دعم بيت المال عن طريق الزكاة.
في القرن السادس عشر، قال العلامة ابن فهد المكي في كتابه «النكِاتُ الظراف» أن الإعاقة تحدث للشخص بسبب عصيان تعاليم النبي وأن الإعاقات لا يشفيها إلا الأنبياء بمعجزاتهم لكن واجهت كتبه آنذاك ردة فعل عنيفة على مدى واسع.

### الإسلام والإعاقة حاليًا
هناك تركيز قوي على على الأطفال من ذوي الاحتياجات الخاصة في المملكة العربية السعودية، وهي مبنية على نظرة الإسلام للإعاقة، وتنص تعاليم القرآن على معاملة ذوي الإعاقة باحترام

## اليهودية والإعاقة

### الإعاقة في التوراة
تعتبر الإعاقة في التوراة عقاب من الرب على الذنوب، وبالرغم من ذلك، أمر الرب يهود بني إسرائيل: «لا تسيئوا إلى الأصم وضعوا ناصية يستدل بها الأعمى» وينص الهالاخاه أيضا على وجوب دعم الناس المرضى والمعاقين.

### الإعاقة في اليهودية الحديثة
أُجري استطلاع رأي لليهود الأمريكيين من ذوي الإعاقة، وجاء أن 1 من كل 5 منهم شعروا أن المؤسسات اليهودية كانت (جيدة جدًا) أو (ممتازة جدًا) في إشراك المُعاقين في الأنشطة المجتمعية. بالإضافة إلى ذلك، تُعفى المدارس النهارية اليهودية من قانون تعليم الأفراد ذوي الإعاقة وقانون الأميركيين ذوي الإعاقة. في إسرائيل، وجدت دراسة عن مجتمع الحريديم وجود دعم قوي لدمج الأطفال ذوي الإعاقة في المدارس العادية.

## روابط خارجية
- مجلة الإعاقة والدين